# 남베트남 공화국
남베트남 공화국(베트남어: Cộng Hòa Miền Nam Việt Nam꽁 호아 미엔 남 비엣 남?, 1975년 4월 30일 - 1976년 7월 1일)은 베트남 공화국이 멸망한 1975년에 남베트남 민족해방전선(베트콩)이 건국한 공산주의 국가로, 사실상 베트남 민주 공화국(북베트남)의 괴뢰 국가였다. 베트남 전쟁 기간 중인 1969년 6월 8일에 창립한 남베트남 공화국 임시혁명정부(베트남어: Chính Phủ Cách Mạng Lâm Thời Cộng Hòa Miền Nam Việt Nam)를 연원으로 여긴다.
1975년 4월 30일 사이공 함락으로 베트남 공화국이 패망한 날부터 공식적으로 남베트남 전역을 통치하였고, 1976년 7월 2일 베트남 민주 공화국과 통합하여 현재의 베트남이 되었다.

## 명칭
남베트남 민족해방전선과 같이 베트콩(Việt Cộng)이란 이름으로 알려져있다.

## 정부
남베트남 공화국의 정식 명칭은 1969년 성립된 "남베트남 공화국 임시혁명정부"였다. 이미 사이공 함락 이전부터 베트콩 점령지에서의 납세 제도를 철저히 실행하는 행정력을 갖추고 있었다.
사이공 함락 이후의 남베트남 임시혁명정부는 구 베트남 공화국이 차지하고 있던 지역의 통치에만 전념하는 자치주의 성격이 강했으며, 베트남 통일과 관련된 문제는 베트남 민주 공화국의 판단에 일임하던 사실상의 괴뢰 정권이었다. 1년 2개월 동안 이 체제가 유지되다가 베트남 사회주의 공화국으로 완전히 통합되어 소멸하였다.
남베트남 패망 이후 월남인들은 보트 피플이 되어 전 세계를 떠도는 난민이 되었으며, 상당수가 미국으로 탈출하여 정착하였다. 미국에서 월남 출신 베트남인들은 캘리포니아 로스앤젤레스의 가든그로브(Garden Grove)에 주로 정착하여 생활하였고, 이 지역은 현재 베트남계 미국인들의 거주 지역으로 리틀 사이공(Little saigon)으로 불리고 있다.

## 외교관계
1975년 사이공 함락 이전부터 이미 소련, 중화인민공화국, 알제리, 쿠바 등 공산권 및 비동맹 국가들을 중심으로 35개국과 국교를 가지고 있었다. 1974년 5월에는 프랑스 파리에 상주대표부를 설치했다.

## 참고 자료
- Truong Nhu Tang, David Chanoff, Doan Van Toai, A Viet Cong Memoir (Harcourt Brace Jovanovich, New York, 1985)

## 같이 보기
- 베트남 민주 공화국
- 베트남 공화국
- 베트남 전쟁